# Río Madison

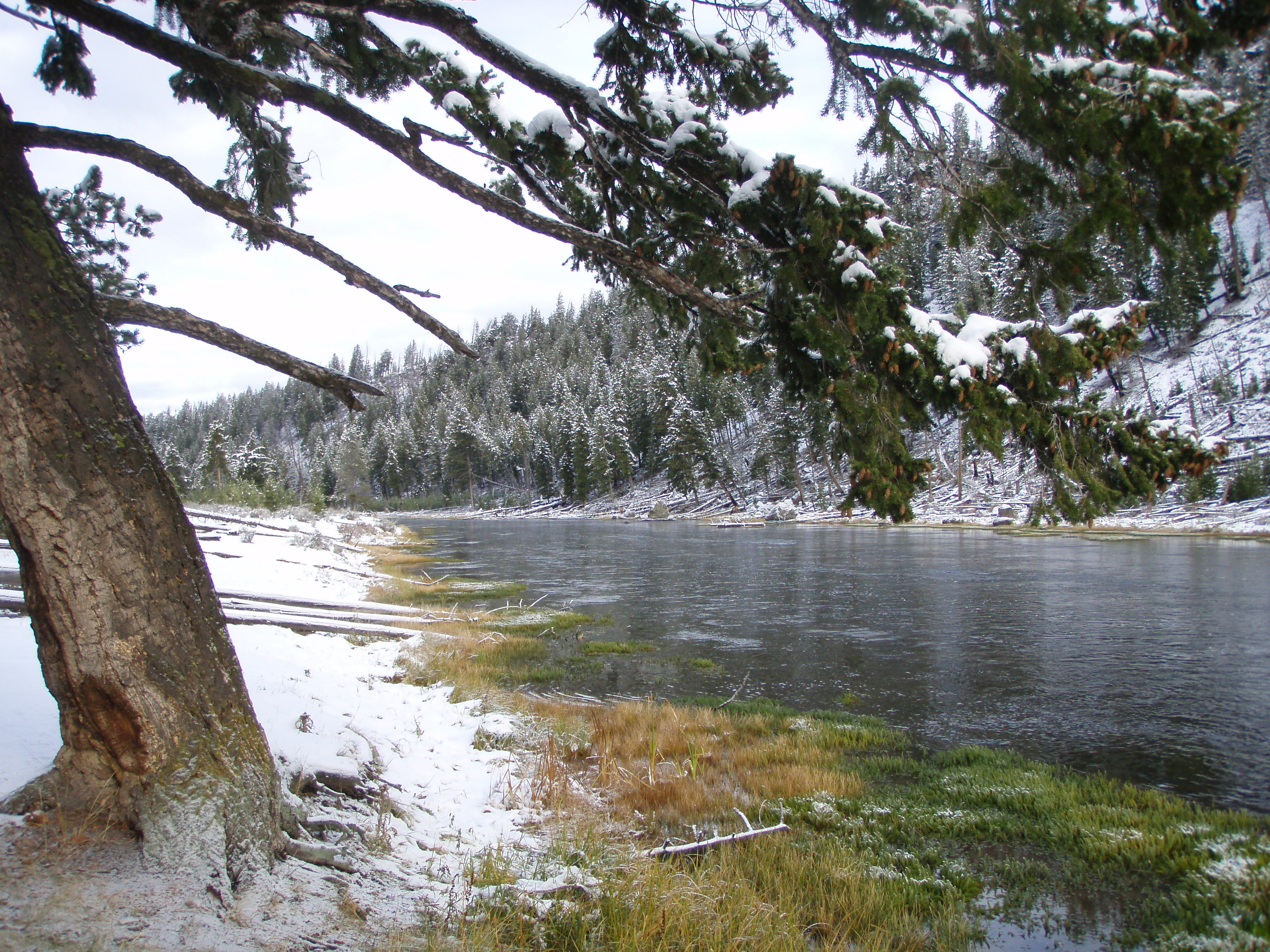
El río Madison cerca del puente de Seven Mile.

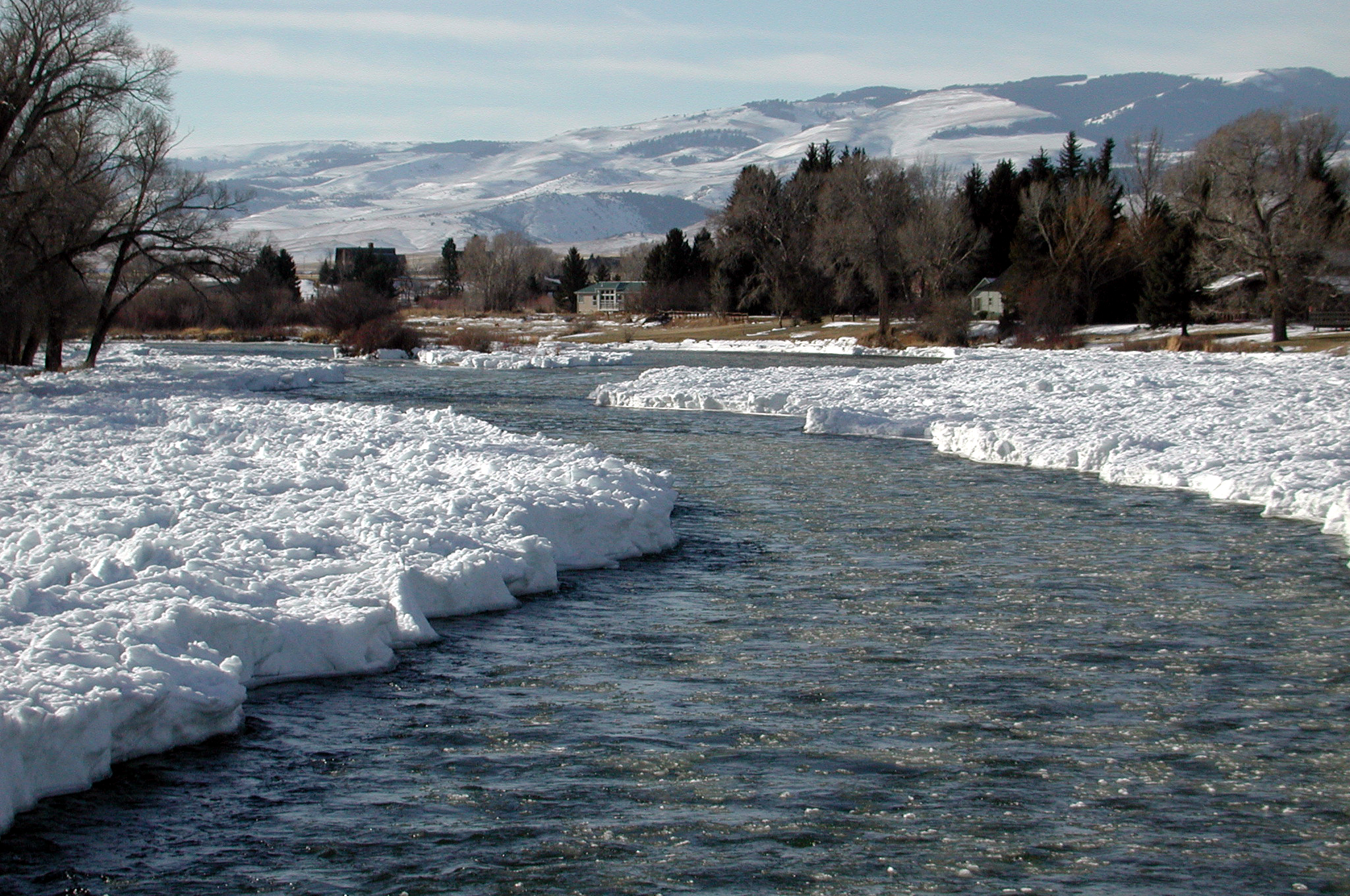
El río Madison en Ennis (enero).

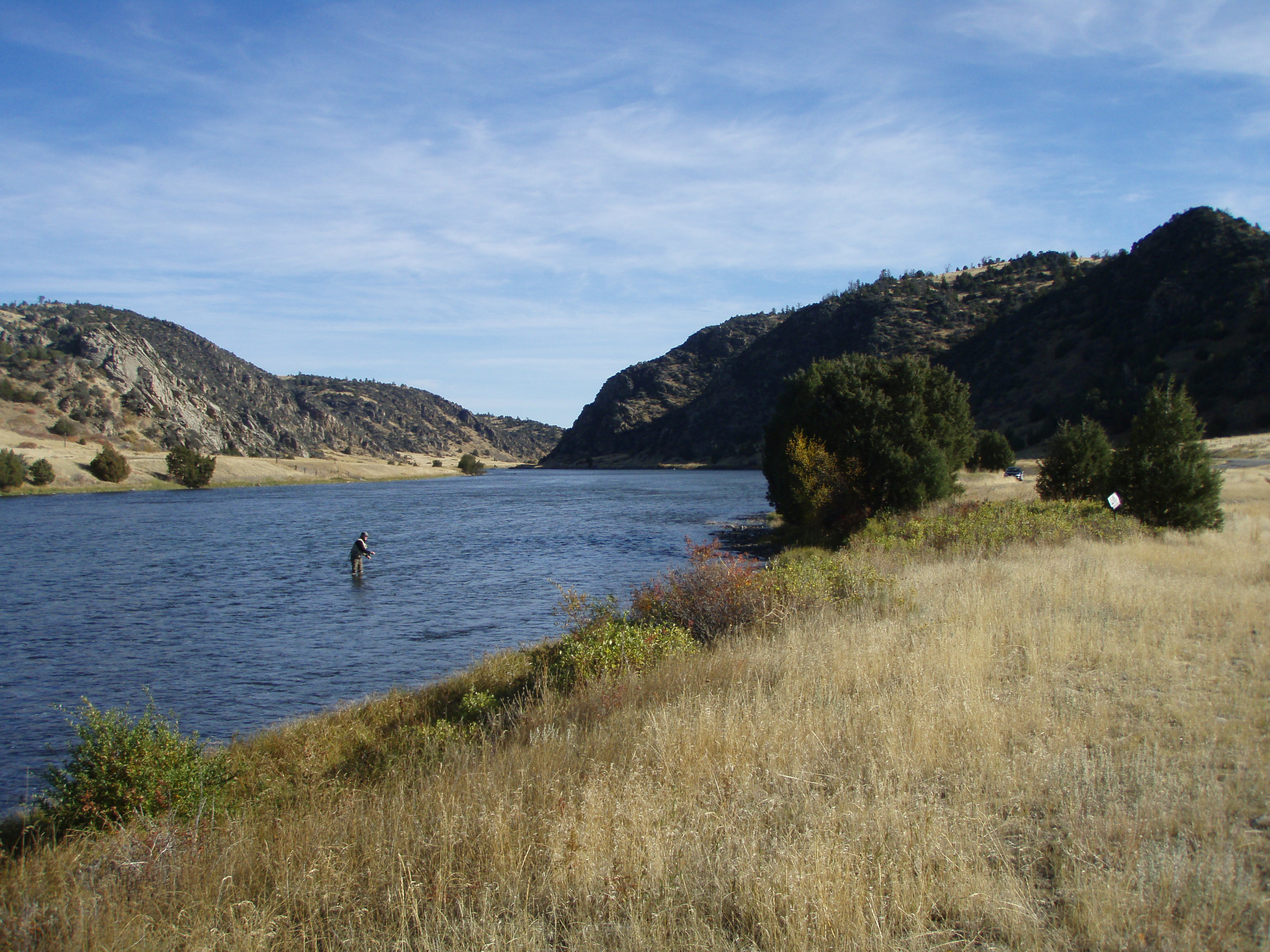
El Bajo Madison cerca de Black's Ford (septiembre).

El río Madison (del inglés: Madison River) es un río del noroeste de los Estados Unidos, una de las tres fuentes que confluyen en Three Forks (Montana) para dar nacimiento al río Misuri (juntamente con el río Jefferson y el río Gallatin). Tiene una longitud de 295 km.
Administrativamente, el río discurre por los estados de Wyoming y Montana.

## Geografía
El río Madison nace por la confluencia de los ríos Firehole y Gibbon, en un lugar conocido como Madison Junction, en el condado de Park, en el extremo noroeste del estado de Wyoming, dentro del Parque nacional de Yellowstone, a los pies de las montañas Púrpura (Purple Mountains),  en la cordillera Gallatin, una de las estribaciones de las Montañas Rocosas.
El río discurre primero en dirección oeste y en seguida sale de Wyoming para internarse, por su lado oriental, en el estado de Montana, en el condado de Gallatin. Llega luego a un tramo en el que el río está embalsado, el del lago Hebgen y aguas abajo, inmediatamente, el lago Earthquake, de unos 10 km de longitud (en español, lago terremoto). (El 17 de agosto de 1959 un terremoto de magnitud 7,5 dio lugar, por la acumulación de material en el cauce del río, a la aparición de un nuevo lago aguas abajo, el lago Earthquake o Quake).
A partir de aquí el río vira hacia el Norte, bordeando la vertiente occidental de la cordillera Madison (Madison Range) y la oriental de la cordillera Gravelly (Gravelly Range). El río pasa por las pequeñas localidades de Cameron, Vamey, Jeffers y Ennis —la más importante de todo su curso, con 840 habitantes en el año 2000— antes de llegar a un nuevo embalse, el del lago Ennis, ya en el condado de Madison, que proporciona energía hidroeléctrica. 
Aguas abajo del embalse de Ennis, el río entra en el profundo cañón Bear Trap (Bear Trap Canyon), conocido por su calificación de clase IV-V como río de aguas bravas. El tramo del cañón está dentro del área de Vida Silvestre Lee Metcalf (Lee Metcalf Wilderness)
Finalmente el río llega a Three Forks (en español, tres ramales, bifurcaciones o incluso, tenedores) (1.728 hab. en 2000), donde se une al río Jefferson y al río Gallatin para dar nacimiento al río Misuri. Las bocas del Madison, Jefferson y Gllatin, las cabeceras del río Misuri, están dentro del Parque Estatal Fuentes del Misuri (Missouri River Headwaters State Park).
El río Madison, en Montana, está considerado un río de Clase I para su uso recreativo.

## Historia
El río fue nombrado en el transcurso de la Expedición de Lewis y Clark a la costa del Pacífico Noroeste. En julio de 1805, Meriwether Lewis, en Three Forks dio nombre a los tres ramales que daban nacimiento al río Misuri: el ramal del este fue nombrada en honor de Albert Gallatin, secretario del Tesoro de los EE. UU. (1801-14); el del oeste, en honor del presidente Thomas Jefferson  (1743—1826) y el ramal central del secretario de Estado James Madison  (1751—1836), que luego sería el sucesor del presidente Jefferson.